# Sofía Vergara

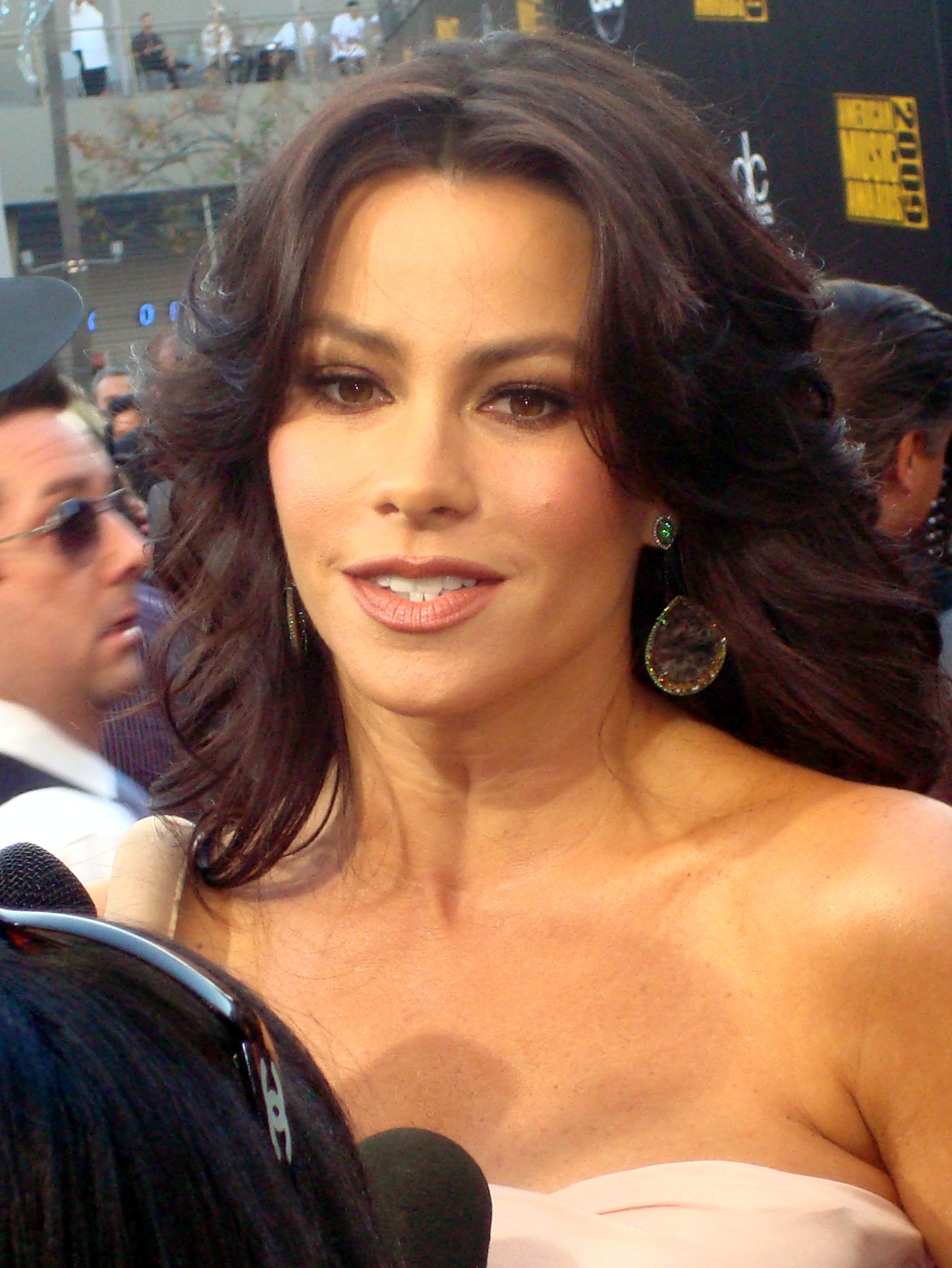
Sofía Vergara (2009)

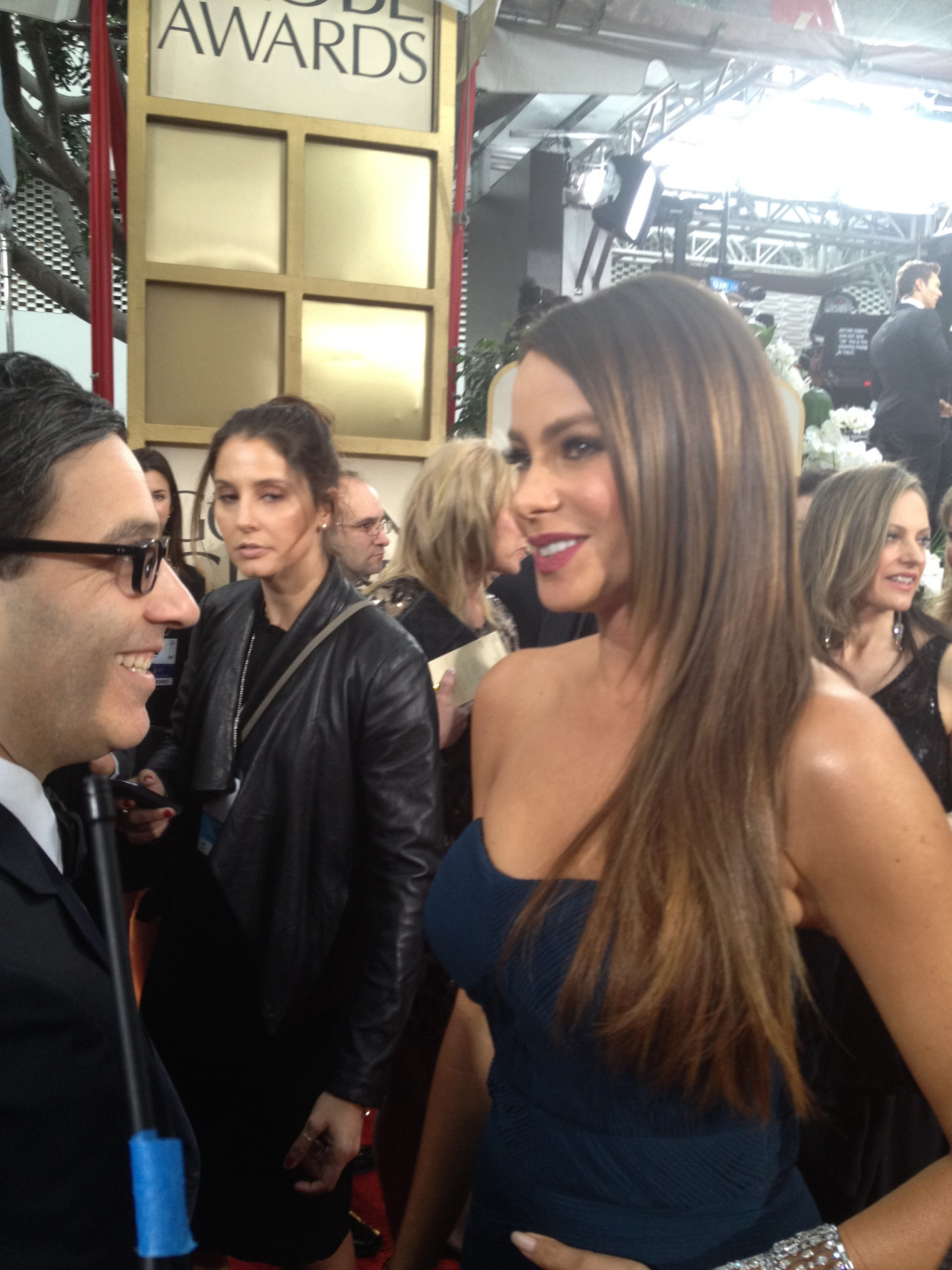
Sofía Vergara

Sofía Margarita Vergara Vergara (* 10. července 1972, Barranquilla, Kolumbie) je kolumbijsko-americká herečka. Je známá díky své roli Glorie Delgado-Pritchett v sitcomu Taková moderní rodinka (2009–2020) stanice ABC, za níž obdržela čtyři nominace na cenu Emmy a čtyři nominace na Zlatý glóbus. Díky této roli se také stala jednou z nejlépe placených hereček ve Spojených státech.
Do povědomí diváků se dostala na konci devadesátých let, kdy moderovala dva televizní pořady pro španělskojazyčný televizní kanál Univision. Poté, co účinkovala ve filmu Všechny chtějí Papiho (2003), se objevila ve filmech Čtyři bratři (2005) a komediích Meet the Browns (2008) a Madea Goes to Jail (2009) režiséra Tylera Perryho. Účinkovala také ve filmech Šťastný Nový rok (2011), Tři moulové (2012), Machete zabíjí (2013), Stárnoucí gigolo (2013), Šéf (2014) a Divoká dvojka (2015). Nadabovala také role v animovaných filmech Happy Feet 2 (2011), Útěk z planety Země (2013), Emoji ve filmu (2017) a Já, padouch 4 (2024).
Od roku 2020 působí jako porotkyně soutěžního pořadu Amerika má talent. V roce 2024 ztvárnila drogovou baronku Griseldu Blanco v seriálu Griselda společnosti Netflix, za níž obdržela pozitivní reakce od kritiků a nominaci na cenu Emmy.

## Životopis
Narodila se ve městě Barranquilla v Kolumbii. Její matka Margarita Vergara Dávila de Vergara je žena v domácnosti a její otec Julio Enrique Vergara Robayo produkoval dobytek pro masný průmysl. "Toti" je přezdívka, kterou Sofíe dalo jejich pět sourozenců a mnoho bratranců a sestřenic. Vyrůstala ve svém rodném městě Barranquilla, byla vychovávána jako katolička ve zbožné a dobře situované rodině a navštěvovala soukromou bilingvní španělsko-anglickou školu.
Poté, co se rozvedla, začala po tři roky studovat stomatologii na univerzitě v Kolumbii. Poté ji mnoho příležitostí dovedlo k práci v modelingu a showbyznysu a dva semestry před absolvováním se rozhodla školu opustit. Brzy se rozhodla přestěhovat se do Miami na Floridě a využila tak příležitosti, aby se vyhnula nepokojům v Kolumbii (její bratr byl v roce 1998 zavražděn, když se ho pokoušeli unést). Spolu s ní do Spojených států cestoval její syn, matka a sestra. Její sestra Sandra je nyní filmová a televizní herečka v Americe.

## Kariéra
Vergaru objevil fotograf, když se procházela na kolumbijské pláži. Brzy získala nabídky na práci v televizi a modelingu a ona je schválila i přesto, že byla zvýšeně konzervativně a nábožensky vychovávána. Podle článku z roku 2002 uveřejněném v časopise Maxim byla Vergara „vystrašená při dělání její první televizní reklamy dokud ji její katoličtí učitelé ze školy nedali osobní povolení, aby mohla podepsat smlouvu.“ Poprvé se objevila ve svých sedmnácti letech v reklamě na Pepsi, která byla široce vysílána v Latinské Americe.
Ve dvaceti letech se přestěhovala do Bogoty, kde pracovala v televizi a jako modelka. V letech 1995 až 1998 uváděla společně s Fernandem Fioreonem Fuera de serie, cestovatelský pořad, který ji poslal do různých exotických míst po celém světě. Pořad se vysílal na mezinárodním španělsky mluvícím televizním kanále Univisión, což z ní udělalo hvězdu latinskoamerického trhu. Pořad jí dal také příležitost navštívit Spojené státy, kde se nachází stanice Univisión. Spolu uváděla další pořad nazvaný A que no te atreves. Hostovala v prvním díle čtvrté série seriálu HBO s názvem Vincentův svět.
Mimo přehlídková mola a focení do modelingových katalogů také dělala nezávislé projekty. V letech 1998, 2000 a 2002 byla fotografována na plakáty a kalendáře plavek.
Vergara je 170 centimetrů (5 stop a 7 palců) vysoká a přirozeně má blonďaté vlasy (pro filmy a televizní pořady je někdy požádána, aby si je obarvila na hnědo, aby vypadala jako typická latinoameričanka). Po několik let byla pod smlouvou od Univision a po vypršení smlouvy přijala role ve vysílání amerického televizního kanálu ABC, kde se objevila v seriálech Hot Properties a Zastánci blahobytu. V současné době hraje v sitcomu televize ABC s názvem Taková moderní rodinka jako Gloria Delgado-Pritchett, za což byla nominovaná v letech 2010 a 2011 na cenu Emmy v kategorii nejlepší herečka ve vedlejší roli v komedii, dále získala například dvě nominace na Zlatý glóbus a tři nominace na Screen Actors Guild Award.
Hrála roli Alicie Oviedo v televizním seriálu Amas de Casa Desesperadas, kolumbijské verzi seriálu Zoufalé manželky. Její postava je v podstatě kolumbijský protějšek Mary Alice Young z amerického originálu. Také se objevila v dramatickém seriálu Dirty Sexy Money, jako milenka Jeremyho Darlinga. Hostovala v mexické telenovele Fuego En La Sangre.
V roce 2009 se po pět týdnů objevovala v roli „Mámy“ Morton v broadwayském revivalu muzikálu Chicago.
V roce 2011 se měla objevit ve filmu The Paperboy, nezávislém dramatu režiséra Lee Danielse. Kvůli zpoždění bylo ale natáčení posunuto o týden (což bylo ve stejnou dobu jako natáčení třetí sérii Takové moderní rodinky), takže byla donucena od role ustoupit.
V červenci 2011 skončilo natáčení filmu Tři moulové, kde má svou první hlavní roli ve filmu. O své roli řekla: „Hraji lakomou ženu, která se snaží manipulovat s Three Stooges, když zabije svého manžela a tak dostane všechny peníze.“
V roce 2017 získala cenu People's Choice Awards v kategorii nejoblíbenější televizní herečka (komedie).

### Účast v reklamách
V roce 2011 byla jmenována novou tváří americké kosmetické značky CoverGirl. Je to její první kampaň pro kosmetickou společnost. Reklamy se začaly objevovat od ledna 2012.
V dubnu 2011 se poprvé objevila společně s Davidem Beckhamem v reklamách na Pepsi light. Marketingový ředitel Pepsi light v dubnu 2011 řekl, že Vergara s Pepsi podepsala smlouvu, ale že ještě není známo, kdy se budou reklamy vysílat.
V září 2011 bylo oznámeno, že Vergara navrhuje kolekci dámského oblečení pro americkou oděvní společnost K-Mart.
Také v roce 2011 se objevila v řadě reklam pro internetové připojení Xfinity od americké společnosti Comcast.

## Osobní život
Vergara se vdala ve svých osmnácti letech za svou školní lásku. Dne 16. září 1992 porodila syna, kterému dala jméno Manolo Gonzalez-Ripoll Vergara.
V roce 1998 byl její starší bratr Rafael zavražděn v ulicích Bogoty v Kolumbii. Dne 9. května 2011 byl její mladší bratr Julio deportován zpět do Kolumbie, poté co byl v dubnu zadržen; měl dlouhodobou závislost na drogách a problémy se zákonem. Vergara v rozhovoru pro magazín Parade řekla: „ Vidět někoho po malých částech umírat více než deset let je ten největší trest. Teď je jako úplně jiná osoba“.
V roce 2000 ji byla diagnostikována rakovina štítné žlázy. Podle doporučení svých lékařů prodělala léčbu (operace, ozáření) a plně se uzdravila.
9. června 2011 se zasnoubila se svým přítelem Nickem Leobem. 23. května 2014 pár své zásnuby odvolal.
V červenci 2014 začala chodit s hercem Joem Manganiellem. Dvojice se zasnoubila o Vánocích téhož roku. V listopadu 2015 si Manganiella vzala.
V prosinci 2014 v pořadu Jimmy Kimmel Live! prozradila, že se stala americkou občankou poté, co zvládla přijímací test na plný počet bodů.
V roce 2015 magazín Forbes odhadl její roční příjem na 28,5 milionů amerických dolarů. V září 2016 Forbes napsal, že Vergara je nejlépe placenou televizní herečkou, když si v předchozím roce vydělala 43 milionů dolarů.

## Ocenění
- 2010 – Screen Actors Guild Award (Nejlepší obsazení komediálního seriálu) za seriál Taková moderní rodinka.
- 2011 – Imagen Foundation Award (Nejlepší TV herečka)
- 2011 – NAACP Image Award (Nejlepší herečka ve vedlejší roli komediálního seriálu)
- 2011 – Screen Actors Guild Award (Nejlepší obsazení komediálního seriálu)
- 2012 – Glamour Awards (Herečka v komedii)
- V roce 2008 skončila na 62. místě v seznamu 100 nejpřitažlivějších lidí, který vydal časopis Maxim. Objevila se v seznamu „50 nejkrásnějších lidí“ časopisu People a byla jmenována magazíny Hollywood Reporter a Billboard jako jedna z nejvíce vlivných latinoameričanek v Hollywoodu.
- V roce 2014 ji magazín Forbes umístil na 32. místě žebříčku nejvíce silných žen roku. V roce 2003 se umístila na místě 38.
- 2017 – People's Choice Awards (Nejlepší televizní komediální herečka) za seriál Taková moderní rodinka.

## Filmografie
| Filmy     | Filmy                     | Filmy                                    | Filmy                                                    |
| Rok       | Název filmu               | Role                                     | Poznámky                                                 |
| --------- | ------------------------- | ---------------------------------------- | -------------------------------------------------------- |
| 2002      | Velký průšvih             | Nina                                     |                                                          |
| 2003      | Všechny chtějí Papiho     | Cici                                     |                                                          |
| 2004      | 24. den                   | Isabella                                 |                                                          |
| 2004      | Perfektní servis          | Blanca                                   |                                                          |
| 2005      | Legendy z Dogtownu        | Amelia                                   |                                                          |
| 2005      | Čtyři bratři              | Sofi                                     | nominována – Black Reel Award za Nejlepší obsazení filmu |
| 2006      | Výprodej                  | Loridonna                                |                                                          |
| 2006      | Trhni si!                 | ona sama                                 |                                                          |
| 2008      | Meet the Browns           | Cheryl                                   |                                                          |
| 2009      | Madea Goes to Jail        | T.T.                                     | nominována – cena ALMA za nejlepší herečku ve filmu      |
| 2011      | Šmoulové                  | Odile                                    |                                                          |
| 2011      | Kocour v botách           | bláznivá žena/1. a 4. kotě (hlas)        |                                                          |
| 2011      | Šťastný Nový rok          | Ava                                      |                                                          |
| 2011      | Happy Feet 2              | Carmen                                   |                                                          |
| 2012      | Tři moulové               | Lydia                                    |                                                          |
| 2013      | Útěk z planety Země       | Gabby Babblebrook (hlas)                 |                                                          |
| 2013      | Machete zabíjí            | Madame Desdemona                         |                                                          |
| 2013      | Stárnoucí gigolo          | Selima                                   |                                                          |
| 2014      | Šéf                       | Inez                                     |                                                          |
| 2015      | Divoká karta              | D.D.                                     |                                                          |
| 2015      | Divoká dvojka             | Daniella Riva                            | také výkonná producentka                                 |
| 2016      | The Female Brain          | Lisa                                     |                                                          |
| 2017      | Emoji ve filmu            | Tanečnice flamenca (hlas)                |                                                          |
| 2018      | Bent                      | Rebecca                                  |                                                          |
| 2018      | Angláni na útěku          | Vivien                                   |                                                          |
| 2019      | Bottom of the 9th         | Angela Ramirez                           |                                                          |
| Televize  |                           |                                          |                                                          |
| Rok       | Název                     | Role                                     | Poznámky                                                 |
| 1995–1998 | Fuera de serie            | samu sebe / moderátorka                  |                                                          |
| 1999      | A que no te atreves       | samu sebe / moderátorka                  |                                                          |
| 1999      | Pobřežní hlídka           | sama sebe                                | díl: „Boys will be Boys“                                 |
| 2002      | My Wife and Kids          | Selma                                    | díl: „Samba Story“                                       |
| 2004      | Eve                       | April Perez                              | díl: „Paryt All the Time“                                |
| 2004      | Rodney                    | Carmen                                   | díl: „Dream Lover“                                       |
| 2005      | Hot Properties            | Lola Hernandez                           | hlavní role, 13 dílů                                     |
| 2005      | Napálené celebrity        | sama sebe                                | díl 5.4                                                  |
| 2007      | Vincentův svět            | divoká dívka                             | díl: „Welcome to the Jungle“                             |
| 2007      | Amas de Casa Desesperadas | Alicia Oviedo                            | hlavní role, 23 dílů                                     |
| 2007      | Zastánci blahobytu        | Esperanza Villalobos                     | hlavní role, 13 dílů                                     |
| 2007      | Dirty Sexy Money          | Sofia Montoya                            | 4 díly                                                   |
| 2008      | Fuego En La Sangre        | Leonora                                  | 10 dílů                                                  |
| 2008      | Muži na stromech          | Pilar Romero                             | 2 díly                                                   |
| 2009      | Dancing with the Stars    | samu sebe                                |                                                          |
| 2009–2020 | Taková moderní rodinka    | Gloria Delgado-Prichett                  | hlavní role                                              |
| 2012      | Saturday Night Live       | samu sebe / moderátorka                  | díl: „Sofia Vergara/One Direction“                       |
| 2013      | Clevand Show              | Señora Chalupa (hlas)                    | díl: „The Essence of Cleveland“                          |
| 2013      | Griffinovi                | hispánská žena / prodavačka kytek (hlas) | díl: „The Giggity Wife“                                  |
| 2014      | Killer Women              |                                          | výkonná producentka                                      |
| 2016      | Simpsonovi                | Carol Berrera (hlas)                     | díl: „Teenage Mutant Milk-Caused Hurdles“                |
| 2017      | Griffinovi                | samu sebe (hlas)                         | díl: „Emmy-Winning Episode“                              |